# Nyagatare
Nyagatare är en ort i distriktet Nyagatare i Östra provinsen, till 2006 Umatara-provinsen i Rwanda. Den ligger omkring 80 kilometer nordost om Kigali. År 2012 hade staden en befolkning på 14.320. 
Nyagatare är distriktshuvudort och ett centrum för ett område med boskapsuppfödning. I Nyagatare finns ett sjukhus och en filial till University of Rwanda, tidigare Umatara Polytechnic.
Regeringen planerar byggandet av en damm med vattenkraftanläggning norr om Nyagatare vid floden Muvumbe.
Nyagatare ligger nära Akagera nationalpark.

## Bildgalleri

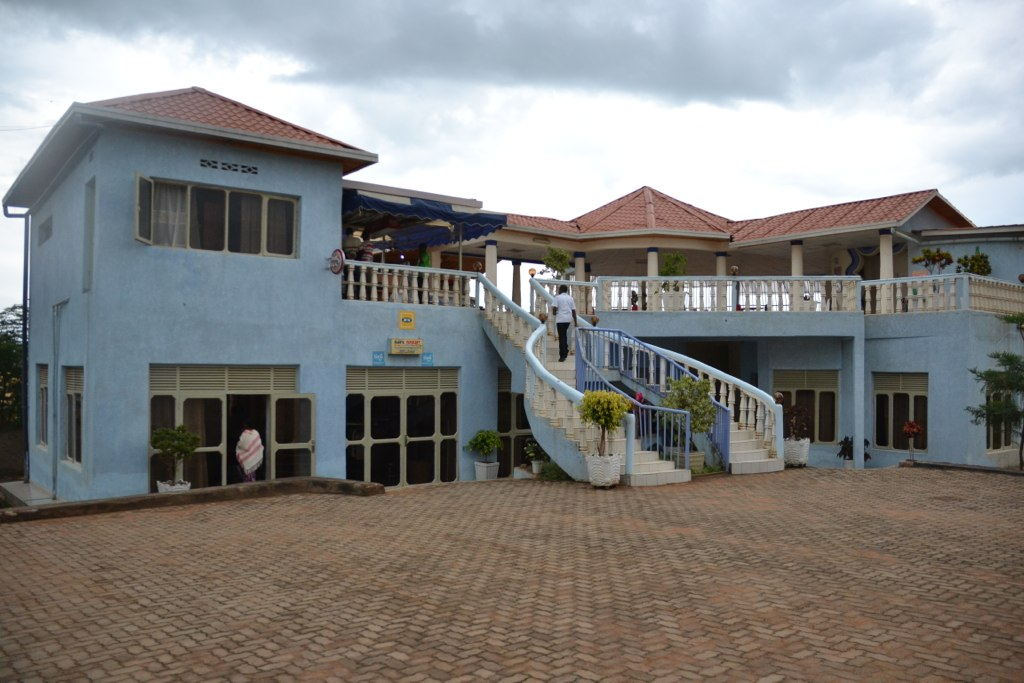
Blue Sky Hotel
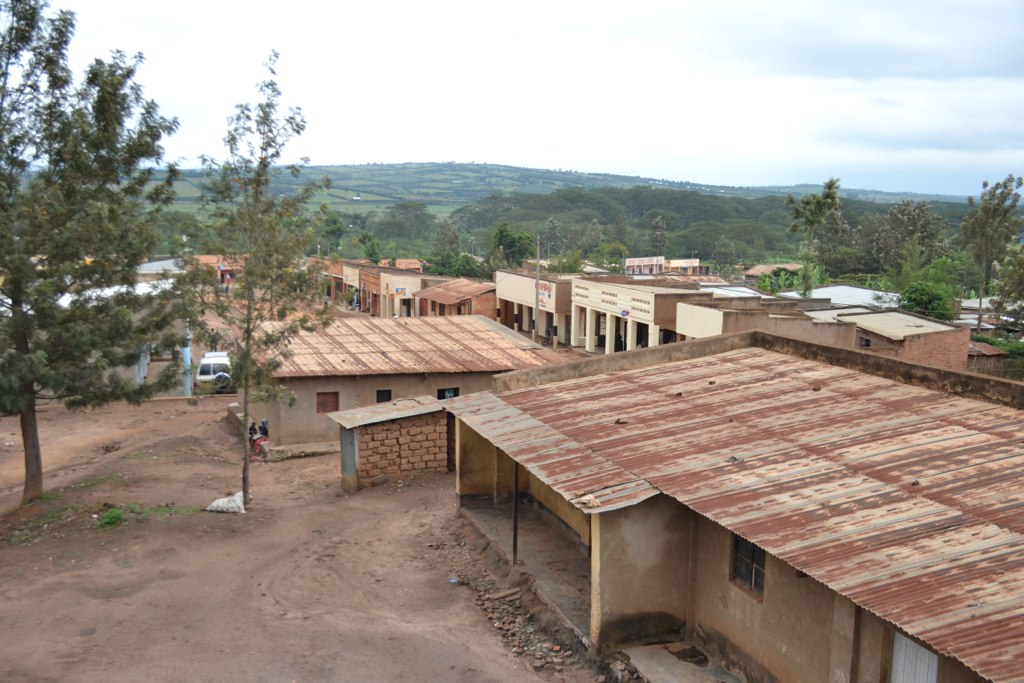
Utsikt från Blue Sky Hotel
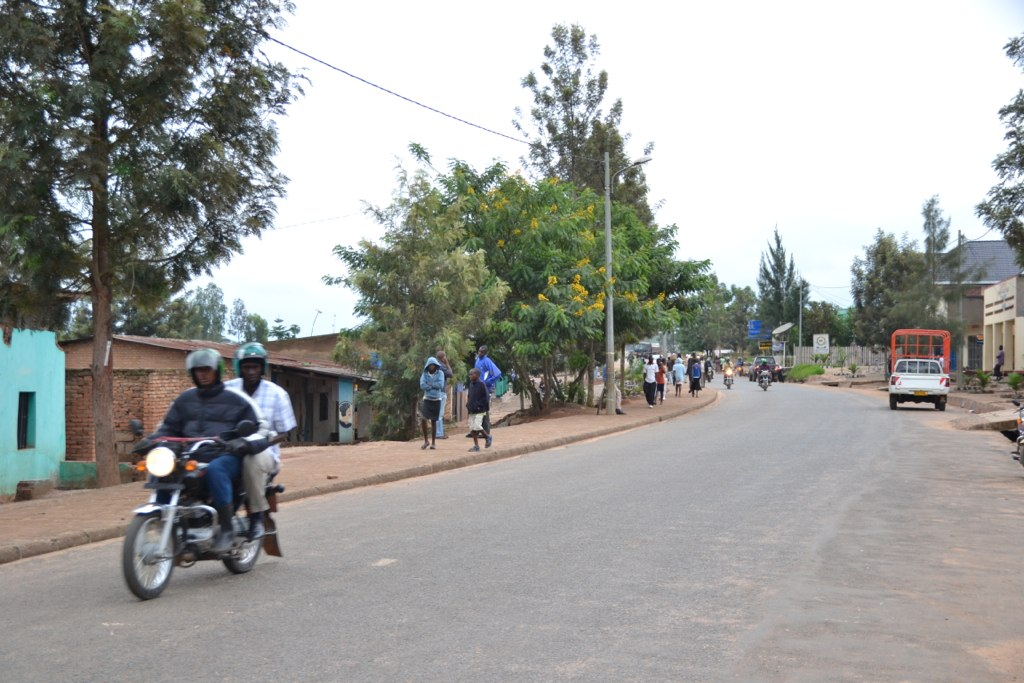
Huvudgatan
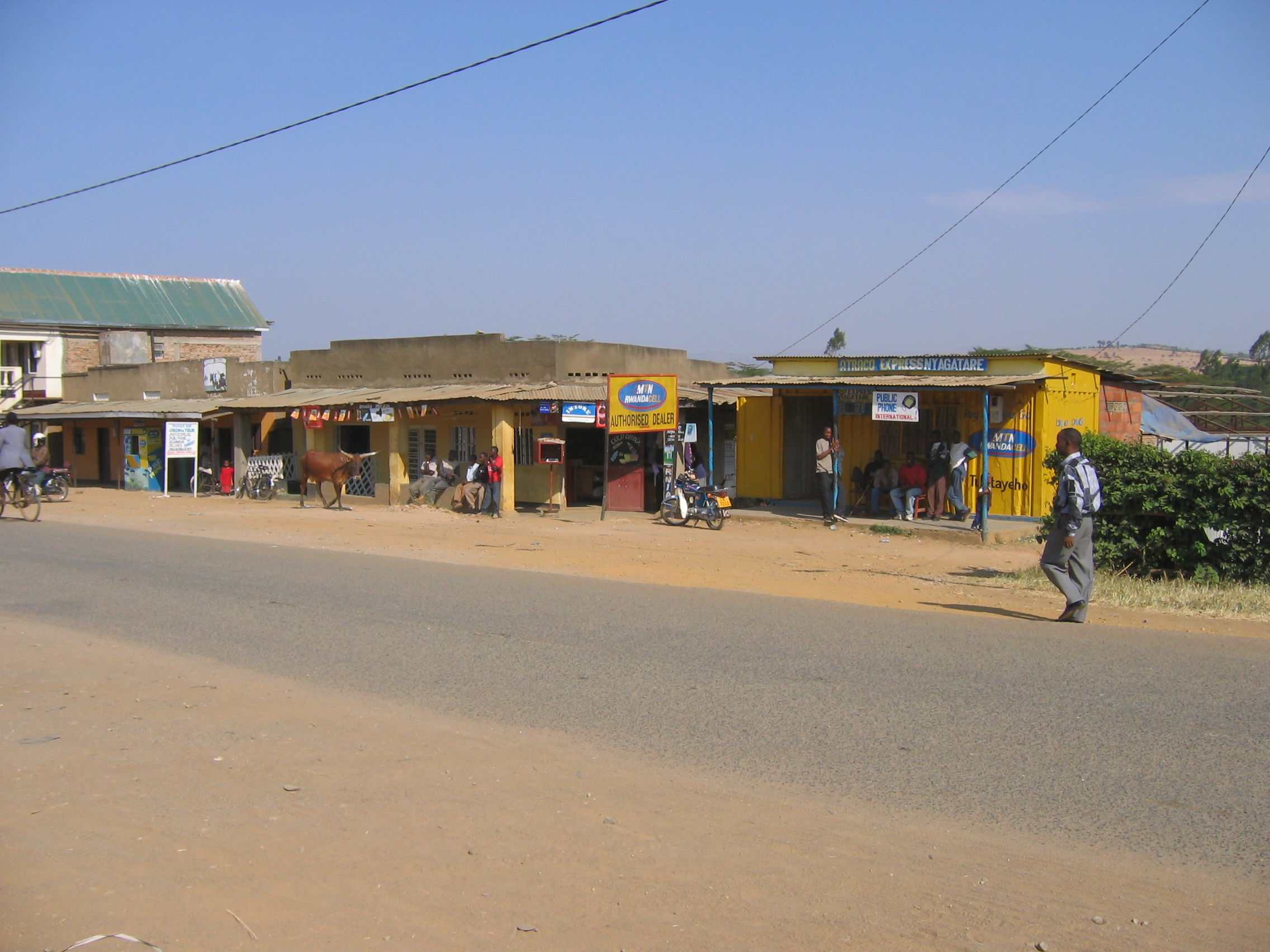
Huvudgatan
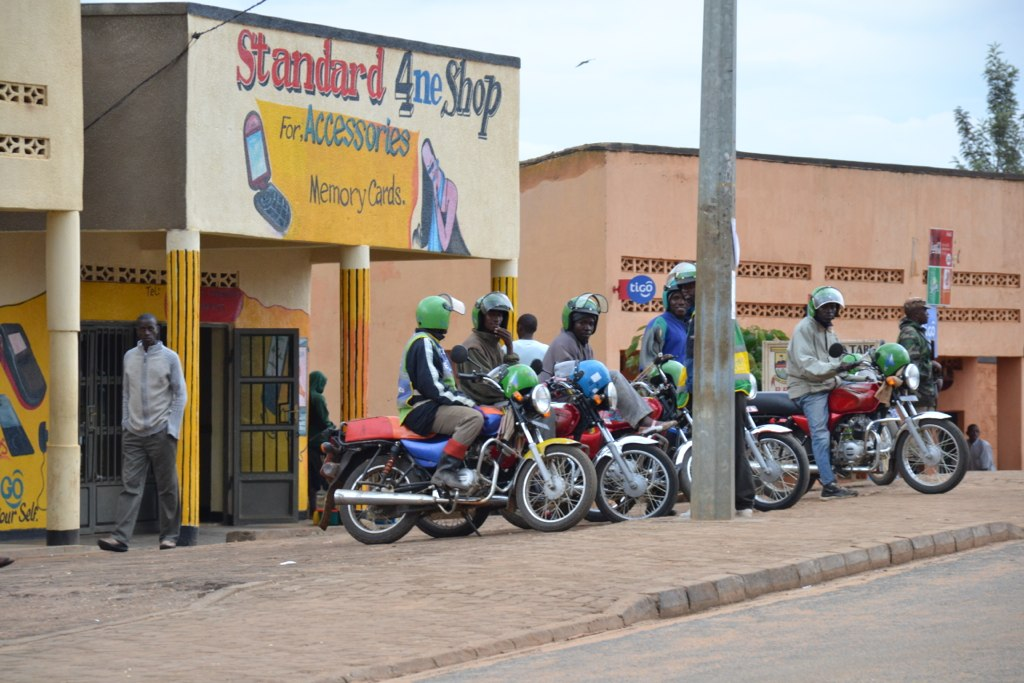
Motorcykeltaxi i Nyagatare